# Fonti d'acqua tradizionali dell'antichità persiana
Le fonti d'acqua tradizionali dell'antichità persiana erano opere idrauliche artificiali costruite per far fronte all'approvvigionamento idrico poiché la maggior parte dei fiumi in Iran erano e sono stagionali e tradizionalmente non sono stati in grado di soddisfare le esigenze degli insediamenti urbani. I fiumi principali come lo Shatt al-'Arab, l'Aras, lo Zaiandè, il Sefid e l'Atrek erano pochi e rari in Persia.
Con la crescita degli insediamenti urbani, nel corso dei secoli, anche pozzi profondi scavati localmente (fino a 100 metri di profondità) non erano in grado di soddisfare la domanda, cosa che portò allo scavo sistematico di una rete specializzata di canali nota come qanat.

## Qanat e kariz

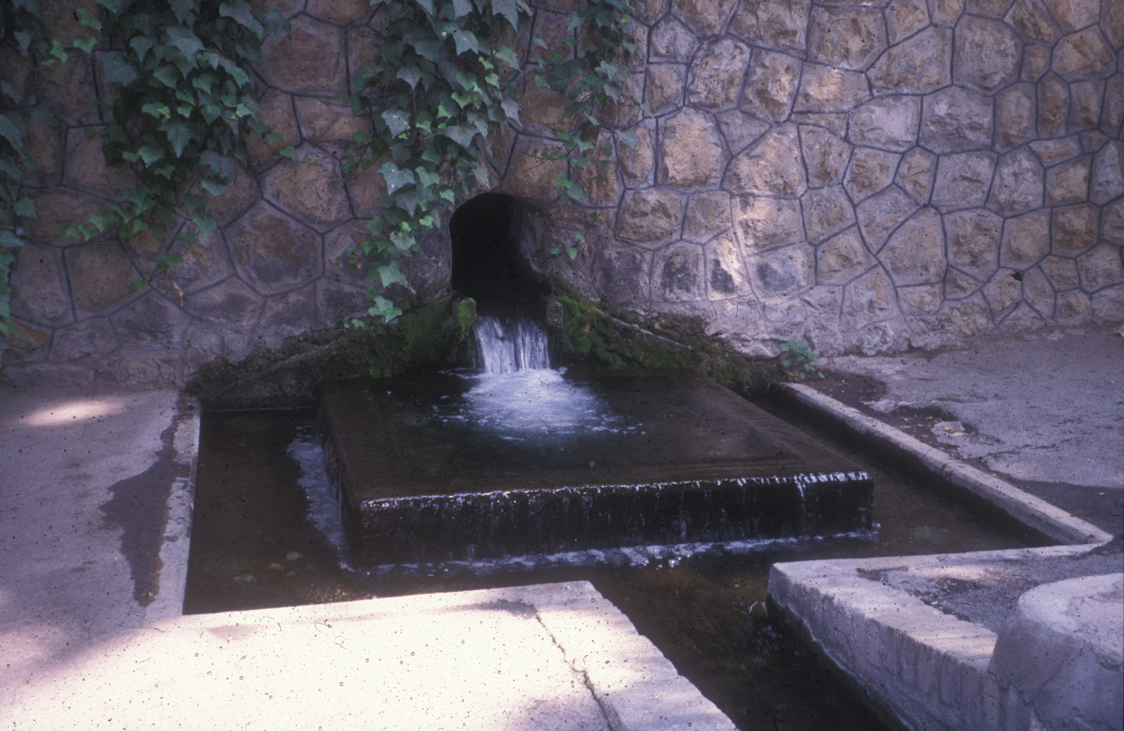
Un kariz affiorante a Niavaran, Teheran. Viene utilizzato per irrigare i terreni della Biblioteca nazionale dell'Iran

Il sistema dei qanat della Persia risale a molti secoli fa e ha migliaia di anni alle spalle. La città di Zarch nell'Iran centrale ha il qanat più antico e più lungo (oltre 3000 anni e 71 km) e altri qanat di 3000 anni fa sono stati trovati nell'Iran settentrionale. 
I qanat provenivano principalmente da quote più elevate e quando raggiungevano la città venivano divisi in una rete di distribuzione di canali sotterranei più piccoli chiamati kariz. Come i qanat, questi canali più piccoli erano sotterranei (~ 20 gradini sotto terra) e venivano costruiti in modo tale da essere molto difficili da contaminare. Questi acquedotti sotterranei, costruiti migliaia di anni fa, non subivano perdite per evaporazione ed erano ideali per l'acqua potabile poiché non c'era pericolo di inquinamento.
Ma con l'ulteriore crescita delle città nelle terre persiane, anche i qanat non poterono rispondere ai fabbisogni dei residenti. Fu allora che alcuni ricchi abitanti iniziarono a costruire bacini idrici privati chiamati ab anbar (persiano آب انبار).

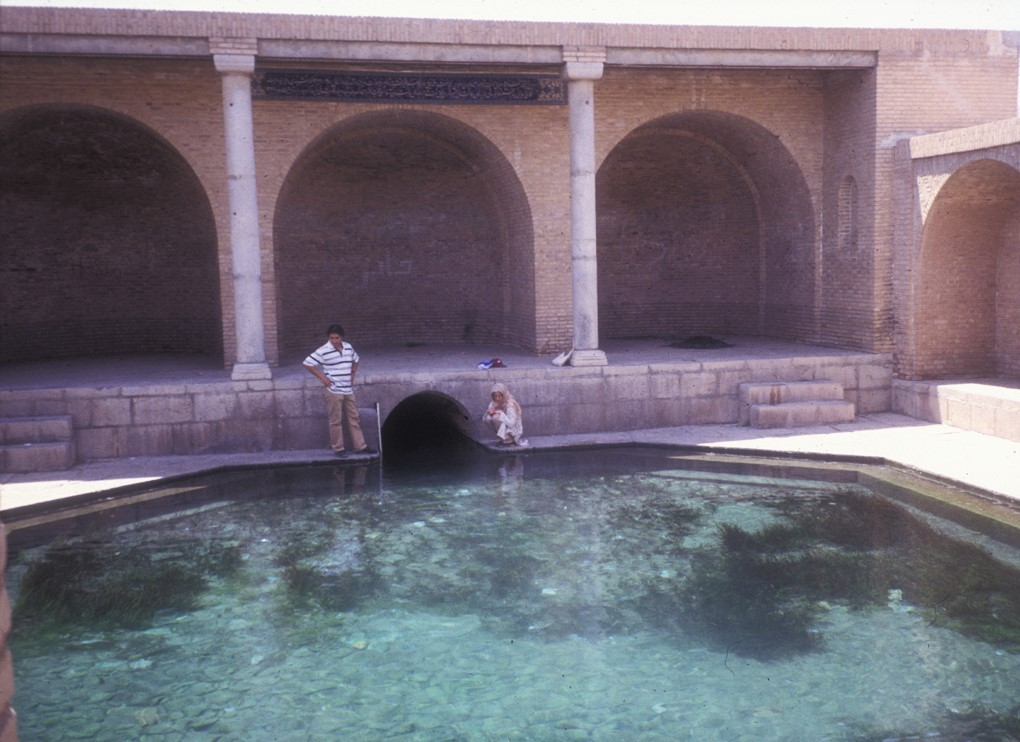
Questo qanat affiorante al Giardino di Fin proviene da una sorgente che si pensa abbia diverse migliaia di anni, chiamata La sorgente di Salomone ("Cheshmeh-ye Soleiman"). Si pensa che rifornisse l'area di Sialk fin dall'antichità.

A metà del XX secolo, si stima che in Iran fossero in uso circa 50.000 qanat, ciascuno commissionato e mantenuto da utenti locali. Di questi solo 25.000 rimanevano in uso nel 1980.
Uno dei qanat più antichi e più grandi conosciuti si trova nella città iraniana di Gonabad e dopo 2700 anni fornisce ancora acqua potabile e agricola a quasi 40.000 persone. Il suo pozzo principale è profondo più di 360 metri e il qanat è lungo 45 chilometri. Yazd, Khorasan e Kerman sono le zone conosciute per la loro dipendenza da un vasto sistema di qanat.
Nell'architettura persiana tradizionale, un kariz (کاریز) è un piccolo qanat, solitamente all'interno di una rete di un ambiente urbano. Il kariz è il sistema che distribuisce l'acqua del qanat nelle sue destinazioni finali.

## Kariz in Persia
Il qanat di Gonabad, anche chiamato kariz Kai Khosrow, è uno dei qanat più antichi e più grandi del mondo costruito tra il 700 a.C. e il 500 a.C. Si trova a Gonabad, provincia di Razavi Khorasan in Iran. Questo sistema contiene 427 pozzi ed ha una lunghezza totale di 33,113 chilometri. Questo sito è stato aggiunto per la prima volta all'elenco dei siti del patrimonio dell'umanità dell'UNESCO nel 2007 assieme a molti altri qanat sotto il nome di "Il qanat persiano".

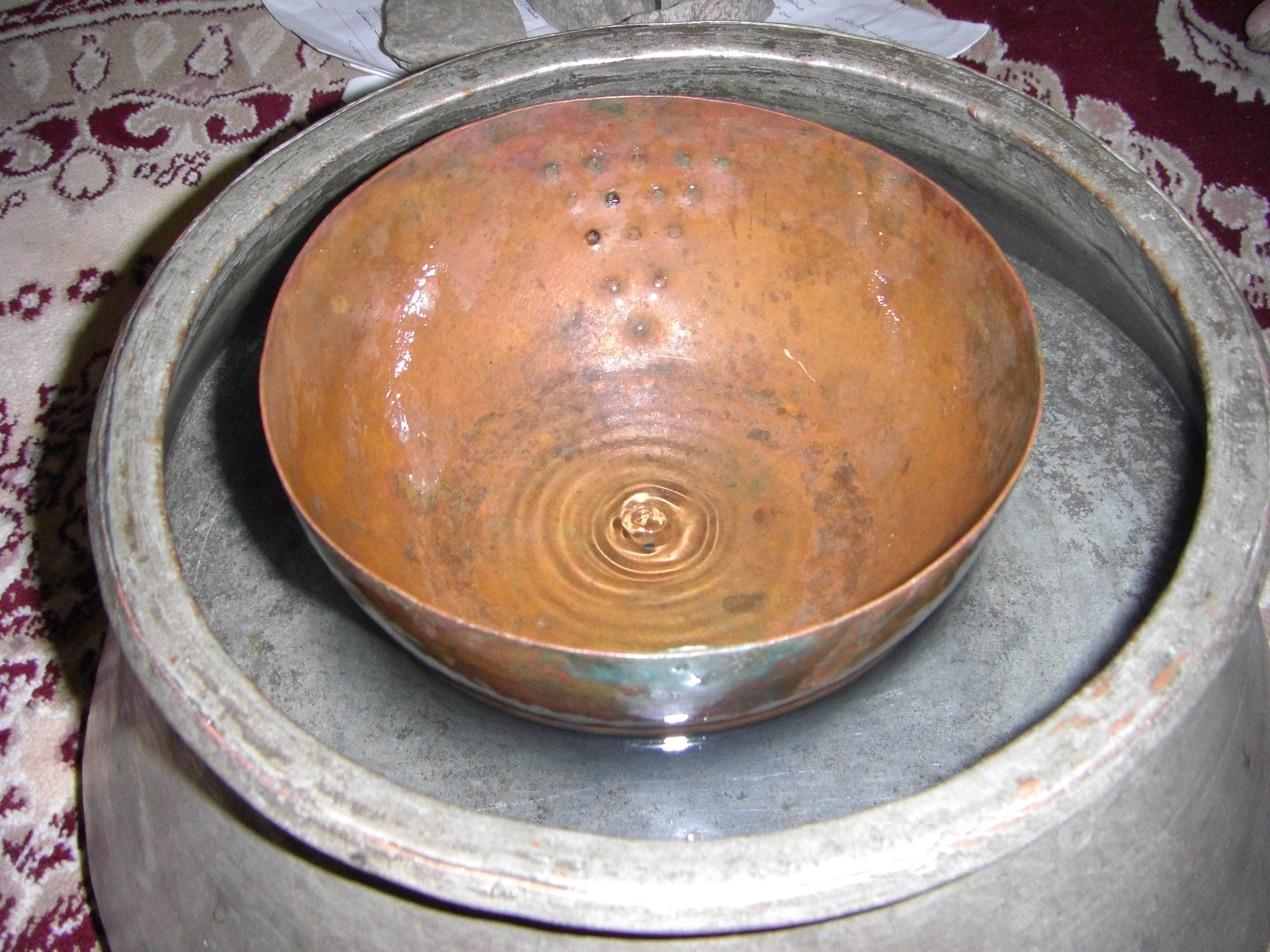
Antico orologio persiano

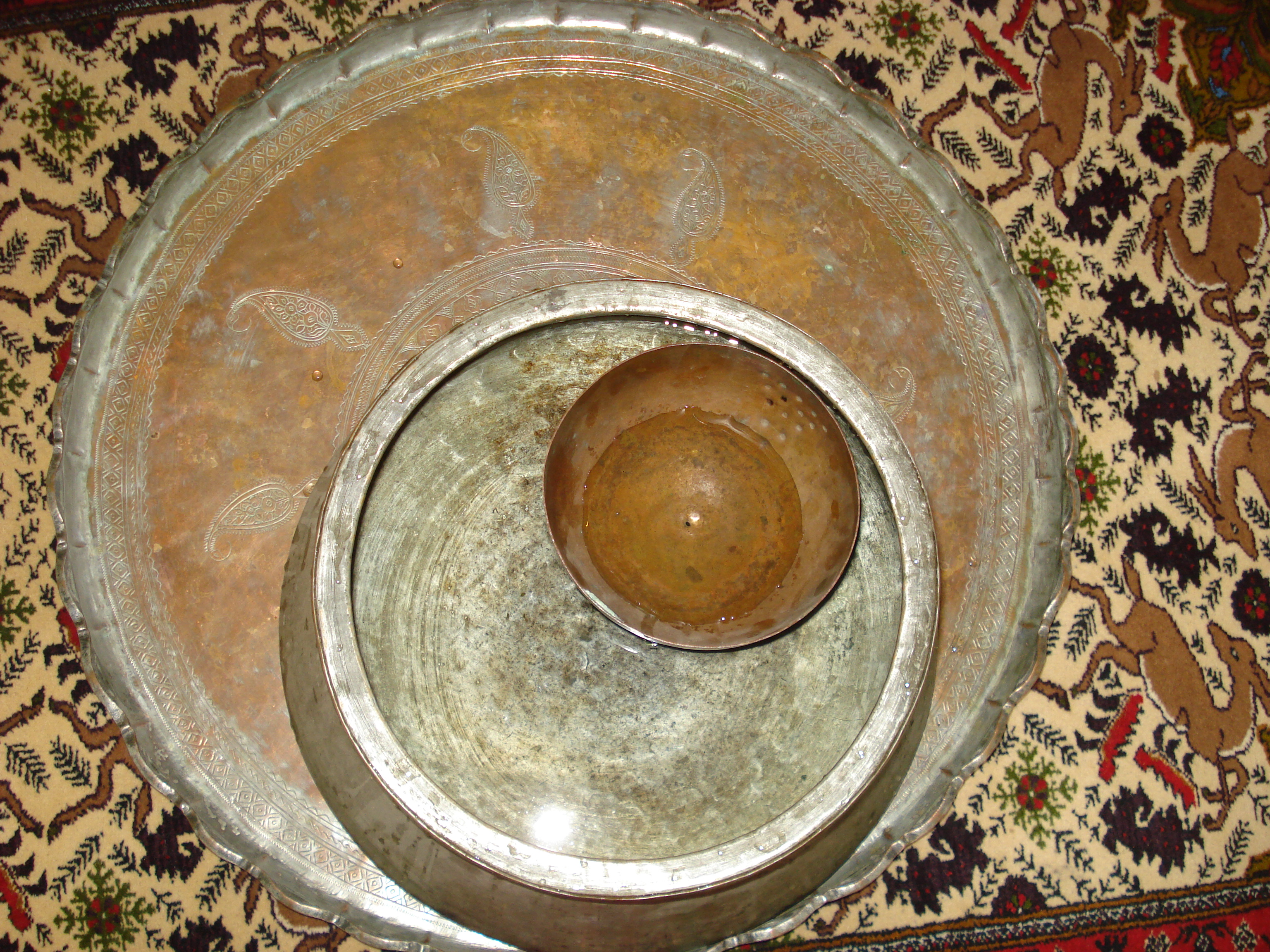
Antico orologio persiano nel Qanats di Gonabad Zibad

Kariz Gonabad Iran

Secondo Callistene, i persiani usavano l'orologio ad acqua, già nel 328 a.C., per garantire una distribuzione giusta ed esatta dell'acqua dai qanat ai loro clienti per l'irrigazione agricola. L'uso degli orologi ad acqua in Iran, specialmente nel qanat di Gonabad e nel kariz Zibad, risale al 500 a.C. Successivamente furono usati anche per determinare i giorni festivi delle religioni preislamiche, come il Nowruz, il Chelah o lo Yaldā, i giorni e le notti degli anni più corti, più lunghi e di uguale lunghezza. L'orologio ad acqua, o Fenjaan, era il dispositivo di misurazione del tempo più accurato e comunemente usato per calcolare la quantità o il tempo che un contadino doveva prendere l'acqua dal qanat di Gonabad fino a quando non è stato sostituito dagli orologi attuali più accurati. Molti dei qanat iraniani hanno alcune caratteristiche che ci consentono di chiamarli prodezza di ingegneria, considerando le intricate tecniche utilizzate nella loro costruzione. Le regioni orientali e centrali dell'Iran detengono la maggior parte dei qanat a causa delle scarse precipitazioni annuali e della mancanza di corsi d'acqua permanenti di superficie, mentre un piccolo numero di qanat si trova nelle parti settentrionale e occidentale che ricevono più precipitazioni e godono di alcuni fiumi permanenti. Le province di Khorasan Razavi, Khorasan meridionale, Isfahan e Yazd ospitano la maggior parte dei qanat, ma dal punto di vista dello scarico dell'acqua le province di Isfahan, Khorasan Razavi, Fars e Kerman, in ordine di quantità di approvvigionamento, sono le più rifornite dai qanat.
Fu Henry Goblot che esplorò per la prima volta la genesi del qanat. Nel suo libro intitolato “Qanats; a Technique for Obtaining Water” dice che gli antichi iraniani utilizzavano l'acqua della quale i minatori desideravano sbarazzarsi e fondarono un sistema di base chiamato qanat o kariz per fornire l'acqua necessaria alle terre coltivate. Secondo Goblot, questa innovazione è avvenuta nel nord-ovest dell'attuale Iran da qualche parte al confine con la Turchia e in seguito è stata introdotta nei vicini monti Zagros.
Secondo un'iscrizione lasciata da Sargon II, nel 714 a.C., il re d'Assiria invase la città di Uhlu, situata a nord-ovest del lago Uroomiye, che si trovava nel territorio dell'impero Urartu, e poi notò che l'area occupata godeva di una ricchissima vegetazione anche se non c'era un fiume che l'attraversava. Così riuscì a scoprire il motivo per cui l'area poteva rimanere verde e si rese conto che c'erano alcuni qanat che provvedevano al rifornimento d'acqua. Infatti era stato Ursa, il re della regione, ad aver salvato il popolo dalla sete e trasformato Uhlu in una terra prospera e verdeggiante. Goblot crede che l'influenza dei Medi e degli Achemenidi abbia fatto sì che la tecnologia del qanat si diffondesse da Urartu (nel nord occidentale dell'Iran e vicino all'attuale confine tra Iran e Turchia) a tutto l'altopiano iranico. C'era una legge achemenide che prevedeva per chi fosse riuscito a costruire un qanat e a portare in superficie le acque sotterranee per coltivare la terra, o a ristrutturare un qanat abbandonato, l'esonero dal pagamento della tassa, che avrebbe dovuto pagare al governo, non solo per lui ma anche per i suoi successori fino alla quinta generazione. Durante questo periodo, la tecnologia del qanat era al suo apice e si diffuse persino in altri paesi. Ad esempio, su ordine di Dario, Silaks, comandante navale dell'esercito persiano, e Khenombiz, l'architetto reale, riuscirono a costruire un qanat nell'oasi di Kharagha in Egitto. Beadnell ritiene che la costruzione dei qanat risalga a due periodi distinti: furono costruiti per la prima volta dai persiani e successivamente i romani scavarono altri qanat durante il loro regno in Egitto dal 30 a.C. al 395. Il magnifico tempio costruito in questa zona, durante il regno di Dario, mostra che c'era una popolazione considerevole che dipendeva dall'acqua dei qanat. Ragerz ha stimato che questa popolazione fosse di 10.000 persone. Il documento più attendibile che conferma l'esistenza dei qanat in quel momento è stato scritto da Polibio che affermava: "i ruscelli scendono da ogni parte alla base del monte Alborz e le persone hanno trasferito molta acqua da una lunga distanza attraverso alcuni canali sotterranei spendendo molto denaro e manodopera”.
Durante l'era seleucide, iniziata dopo l'occupazione dell'Iran da parte di Alessandro Magno, sembra che i qanat fossero stati abbandonati.
In termini di situazione dei qanat durante quell'epoca, sono stati trovati alcuni documenti storici. In uno studio di orientalisti russi è stato detto che i persiani usavano i rami laterali dei fiumi, le sorgenti di montagna, i pozzi e i qanat per rifornirsi d'acqua. Le gallerie sotterranee scavate per ottenere le acque sotterranee vennero chiamate qanat. Queste gallerie erano collegate alla superficie attraverso dei pozzi verticali che venivano scavati per accedere alla galleria per ripararla se necessario.
Secondo i documenti storici, i re dei Parti non si preoccupavano dei qanat come facevano i re achemenidi e persino i re sasanidi. Ad esempio, Arsac III, uno dei re dei Parti, distrusse alcuni qanat per impedire al seleucide Antioco di avanzare ulteriormente mentre lo combatteva. I documenti storici di questo periodo indicano una perfetta regolamentazione sia della distribuzione dell'acqua che dei terreni agricoli. Tutti i diritti sull'acqua erano registrati in un apposito documento a cui si faceva riferimento in caso di qualsiasi transazione. Gli elenchi dei terreni agricoli, privati o governativi, erano conservati presso l'ufficio delle imposte. Durante questo periodo ci furono alcune decisioni ufficiali su qanat, ruscelli, costruzione di dighe, funzionamento e manutenzione dei qanat, ecc. Il governo si occupava di riparare o dragare i qanat che erano stati abbandonati o distrutti per qualsiasi motivo e, se necessario, a costruire nuovi qanat. Un documento scritto in lingua pahlavi ha sottolineato l'importante ruolo dei qanat nello sviluppo delle città in quel periodo. In Iran, l'avvento dell'Islam, che coincise con il rovesciamento della dinastia sasanide, determinò un profondo cambiamento nelle strutture religiose, politiche, sociali e culturali. Ma i qanat rimasero intatti, perché l'infrastruttura economica, compresi i qanat, era di grande importanza per gli arabi. A titolo di esempio, M. Lombard riferisce che i chierici musulmani vissuti durante il periodo abbaside, come Abooyoosef Ya'qoob (morto nel 798) stabilivano che chiunque potesse portare acqua nelle terre inattive per la coltivazione, sarebbe stato esentato dalla tassa e avrebbe avuto diritto alle terre coltivate. Pertanto, questa politica non differiva da quella degli Achemenidi. La politica di sostegno degli arabi ai qanat ebbe un tale successo che anche la città santa de La Mecca ottenne un qanat. Lo storico persiano Hamdollah Mostowfi scrisse: “Zobeyde Khatoon (la moglie di Haroon al-Rashid) costruì un qanat a La Mecca. Dopo il tempo di Haroon al-Rashid, durante il regno del califfo Moghtader, questo qanat divenne inutilizzabile, ma lui lo ristrutturò e il qanat tornò a funzionare dopo che era crollato durante il regno di altri due califfi chiamati Ghaem e Naser. Dopo l'era dei califfi questo qanat cadde completamente in rovina perché la sabbia del deserto lo riempì, ma in seguito Amir Choopan riparò il qanat e lo fece scorrere di nuovo fino a La Mecca.
Ci sono anche altri testi storici che dimostrano che gli Abbasidi erano preoccupati per i qanat. Ad esempio, secondo gli “Incidenti del tempo di Abdollah bin Tahir” scritti da Gardizi, nell'anno 830 un terribile terremoto colpì la città di Forghaneh e ridusse in macerie molte case. Gli abitanti di Neyshaboor erano soliti venire da Abdollah bin Tahir per chiedergli di intervenire, poiché litigavano per i loro qanat e non trovavano le relative istruzioni o leggi sui qanat né nelle citazioni del Profeta né negli scritti dei chierici. Così Abdollah bin Tahir riuscì a riunire tutti i sacerdoti di tutto il Khorasan e l'Iraq per compilare un libro intitolato “Alghani” (Il Libro dei qanat). Questo libro raccoglieva tutte le sentenze sui qanat che potevano essere utili a chiunque volesse giudicare una controversia su questo tema. Gardizi aggiunse che questo libro era ancora applicabile al suo tempo e tutti vi facevano riferimento.
Da questi fatti si può dedurre che durante il suddetto periodo il numero dei qanat era così considerevole che le autorità furono sollecitate a mettere insieme alcune istruzioni legali al riguardo. Inoltre mostra che dal IX all'XI secolo i qanat, che erano il fulcro dei sistemi agricoli, erano di interesse anche per il governo. Oltre al "Libro di Alghani", che è considerato un opuscolo di legge incentrato sulle sentenze relative al qanat basate sui principi islamici, c'è un altro libro sulle acque sotterranee scritto da Karaji nel 1010. Questo libro, intitolato "Estrazione delle acque nascoste", esaminava solo le questioni tecniche associate ai qanat e cercava di rispondere alle domande più comuni su come costruire e riparare un qanat, come trovare un approvvigionamento idrico sotterraneo, come eseguire il livellamento, ecc. Alcune delle innovazioni descritte in questo libro sono state introdotte per la prima volta nella storia dell'idrogeologia e alcuni dei suoi metodi tecnici sono ancora validi e possono essere applicati nella costruzione di qanat. Il contenuto di questo libro dimostra che il suo scrittore (Karaji) non avesse idea che ci fosse un altro libro sui qanat compilato dai sacerdoti.
Ci sono alcuni documenti risalenti a quel periodo, a significare la loro preoccupazione per la vicinanza legale dei qanat. Ad esempio, Mohammad bin Hasan cita Aboo-Hanifeh il quale scriveva che se qualcuno costruiva un qanat in un terreno abbandonato, qualcun altro poteva scavarne un altro nella stessa terra a condizione che il secondo fosse a 500 zera' (375 metri) dal primo. La signora Lambton cita Moeen al-din Esfarzi che scrisse il libro Rowzat al-Jannat (il giardino del paradiso) nel quale si dice che Abdollah bin Tahir (della dinastia Taheriana) e Ismaeel Ahmed Samani (della dinastia Samani) fecero costruire diversi qanat a Neyshaboor. Più tardi, nell'XI secolo, uno scrittore di nome Nasir Khosrow riconobbe tutti quei qanat con le seguenti parole: “Neyshaboor si trova in una vasta pianura a una distanza di 40 Farsang (~240 km) da Serakhs e 70 Farsang (~420 km) da Mary (Marv) … tutti i qanat di questa città corrono sottoterra, e si dice che un arabo che è stato offeso dalla gente di Neyshaboor se ne sia lamentato; "che bella città sarebbe potuta diventare Neyshaboor se i suoi qanat fossero fluiti sulla superficie del suolo e invece la sua gente fosse stata sotto terra”. Tutti questi documenti certificano l'importanza dei qanat durante la storia islamica all'interno dei territori culturali dell'Iran.
Nel XIII secolo, l'invasione dell'Iran da parte delle tribù mongole ridusse in rovina molti qanat e sistemi di irrigazione e molti di essi furono abbandonati e prosciugati. Successivamente, nell'era della dinastia ilkhanide, specialmente al tempo di Ghazan Khan e del suo ministro persiano Rashid al-Din Fazl-Allah, furono prese alcune misure per far rivivere i qanat e i sistemi di irrigazione. Esiste un libro del XIV secolo intitolato "Al-Vaghfiya Al-Rashidiya" (Gli atti di dotazione di Rashid) che nomina tutte le proprietà situate a Yazd, Shiraz, Maraghe, Tabriz, Isfahan e Mowsel che Rashid Fazl-Allah aveva donato al pubblico o a religiosi. Questo libro menziona molti qanat che funzionavano in quel momento e irrigavano una considerevole area di terreno agricolo. Allo stesso tempo Seyyed Rokn al-Din scrisse un altro libro intitolato Jame' al-Kheyrat sullo stesso argomento. In questo libro, Seyyed Rokn al-Din nomina le proprietà che ha donato nella regione di Yazd. Questi atti di dotazione indicano che veniva data molta attenzione ai qanat durante il regno degli Ilkhanidi, ma la cosa è attribuibile ai loro ministri persiani, che li influenzarono.
In epoca safavide (XV e XVI secolo), il problema della scarsità d'acqua si intensificò e portò alla costruzione di numerosi bacini idrici e qanat. Jean Chardin, l'esploratore francese che in quel periodo fece due lunghi viaggi in Iran, riferisce che: “gli iraniani squarciano i piedi delle colline in cerca di acqua, e quando ne trovano, la trasferiscono, per mezzo di qanat, a una distanza di 50 o 60 chilometri o talvolta più a valle. Nessuna nazione al mondo può competere con gli iraniani nel recupero e nel trasferimento delle acque sotterranee. Usano le falde acquifere per irrigare i loro terreni agricoli, costruiscono qanat quasi ovunque e riescono sempre a estrarre le falde acquifere”.
La dinastia dei Qajar governò l'Iran dal XVI secolo all'inizio del XVIII. Secondo Goblot, il periodo Qajar può essere considerato il periodo di massimo splendore dei qanat, poiché poterono fiorire. Agha Mohammad Khan, il fondatore della dinastia Qajar, scelse Teheran come sua capitale, una città dove non c'era accesso a un flusso affidabile di acque superficiali e doveva fare affidamento sulle acque sotterranee. La ricca offerta di acque sotterranee e le adeguate condizioni geologico-topografiche di Teheran permisero a questa città di ospitare molti qanat la cui portata totale ammontava a 2000 litri al secondo. Haj Mirza Aghasi (reggente tra il 1834 e il 1848), primo ministro del terzo re della dinastia Qajar, incoraggiò e sostenne la costruzione di qanat in tutto il paese. Jaubert de Passa che ha esaminato la situazione dell'irrigazione in Iran ha riferito di una popolazione di 50.000 abitanti ad Hamadan, 200.000 a Isfahan e 130.000 a Teheran nel 1840. Poi afferma che in queste città la vita è debitrice ai qanat che vengono costruiti in modo semplice ma potente. In poche parole, il periodo Qajar che durò circa 1,5 secoli vide notevoli sforzi per far rivivere e costruire nuovi qanat.
Durante il periodo Pahlavi, continuò il processo di costruzione e manutenzione del qanat. Il governo istituì un consiglio responsabile dei qanat. A quel tempo la maggior parte dei qanat apparteneva ai proprietari terrieri. In effetti, il feudalesimo era il sistema prevalente nelle regioni rurali. I contadini non avevano diritto alle terre su cui lavoravano, ma erano considerati solo come fruitori delle stesse. Dovevano pagare l'affitto per la terra e l'acqua ai proprietari terrieri che potevano permettersi di finanziare tutti i procedimenti necessari per mantenere i qanat, poiché erano relativamente ricchi. Secondo il rapporto di Safi Asfiya, che era incaricato della supervisione dei qanat dell'Iran nel precedente regime, nell'anno 1942 l'Iran aveva 40.000 qanat con uno scarico totale di 600.000 litri al secondo o 18,2 miliardi di metri cubi all'anno. Nel 1961 fu pubblicato un altro rapporto che rivelava che in Iran c'erano 30.000 qanat di cui solo 20.000 erano ancora in uso, con una produzione totale di 560.000 litri al secondo o 17,3 miliardi di metri cubi all'anno. Nel 1959 l'ex Scià proclamò un programma di riforma chiamato "Rivoluzione bianca". Uno degli articoli di questo programma riguardava la riforma agraria che permetteva ai contadini di ottenere la proprietà di parte delle terre dei proprietari terrieri. La riforma agraria fece sì che i proprietari terrieri persero la motivazione ad investire più denaro nella costruzione o riparazione dei qanat che erano soggetti alla "Legge di riforma terriera". D'altra parte, i contadini non riuscivano a trovare i soldi per mantenere i qanat, quindi molti di essi vennero gradualmente abbandonati. L'introduzione di dispositivi moderni, che hanno permesso di perforare molti pozzi profondi ed estrarre le acque sotterranee molto più rapidamente, ha accelerato la distruzione dei qanat. L'acqua pompata dai pozzi ebbe un impatto negativo sui qanat a causa del loro eccessivo sfruttamento delle acque sotterranee. Questi cambiamenti, avvenuti durante il regno di Mohammad Reza Pahlavi, inflissero gravi danni ai qanat del paese tanto che molti scomparvero per sempre. Le statistiche relative a 14.778 qanat stimano che lo scarico complessivo di questi qanat fosse di 6,2 miliardi di metri cubi all'anno tra gli anni 1972 e 1973. Se assumiamo che il numero totale dei qanat in quel momento potesse essere di 32.000 unità, la loro portata annuale sarebbe stata di 12 miliardi di metri cubi. Nel 1963 venne istituito il Ministero dell'acqua e dell'elettricità per fornire alle aree rurali e urbane del paese acqua ed elettricità sufficienti. Successivamente, questo ministero venne ribattezzato Ministero dell'energia. Tre anni dopo, nel 1966, il parlamento approvò una legge sulla protezione delle risorse idriche sotterranee. In base a questa legge, il Ministero dell'acqua e dell'elettricità era autorizzato a vietare la perforazione di pozzi profondi o semi-profondi ovunque i sondaggi mostrassero che la falda freatica stava scendendo a causa del sovrapompaggio. In effetti, questa legge venne approvata solo dopo che il numero crescente di pozzi muniti di pompa lanciò l'allarme per il pompaggio eccessivo e l'esaurimento delle acque sotterranee che avevano portato al calo del flusso dei qanat in tutto il paese. Questa legge, così come la legge sulla nazionalizzazione dell'acqua che venne approvata nel 1968, e infine la legge sull'equa distribuzione dell'acqua che venne approvata nel 1981, dopo che la rivoluzione islamica aveva sottolineato la definizione di aree riservate e libere per la perforazione. Nelle aree riservate era vietata la perforazione di pozzi (tranne quelli potabili e industriali) al fine di prevenire il continuo impoverimento delle acque sotterranee. Quindi il resto dei qanat aveva maggiori possibilità di sopravvivere. Dopo la rivoluzione islamica, venne data un'attenzione particolare ai qanat. Nel 1981, per la prima volta si tenne a Mashhad una conferenza sui qanat durante la quale furono esplorate le diverse opzioni per mitigare il problema. L'organizzazione di Jahad Sazandegi si prese la responsabilità della riabilitazione dei qanat e sovvenzionò i loro azionisti. Ora la stessa organizzazione che è stata ribattezzata "Ministero dell'agricoltura della Jihad" è responsabile dei qanat e continua a concedere fondi alle parti interessate per mantenere i loro qanat. Negli ultimi anni, il parlamento ha stanziato un finanziamento annuale di 13 milioni di dollari a questo ministero per la costruzione e la manutenzione dei qanat. Molti altri qanat potrebbero esaurirsi senza questo budget, perché i proprietari non possono permettersi di pagare tutte le spese.
Negli anni 1984-1985 il ministero dell'energia aveva censito 28038 qanat la cui portata totale era di 9 miliardi di metri cubi. Negli anni 1992-1993 il censimento di 28054 qanat ha mostrato una portata totale di 10 miliardi di metri cubi. 10 anni dopo, nel 2002-2003, il numero dei qanat è stato segnalato in 33691 con uno scarico totale di 8 miliardi di metri cubi.
Nell'anno 2000, lo svolgimento della Conferenza internazionale sui qanat a Yazd ha attirato molta attenzione su queste strutture. Nel 2005 il governo iraniano e l'UNESCO hanno firmato un accordo per istituire il Centro internazionale sui qanat e le strutture idrauliche storiche (ICQHS) sotto gli auspici dell'UNESCO. La missione principale di questo centro è il riconoscimento, il trasferimento di conoscenze ed esperienze, la promozione di informazioni e capacità riguardo a tutti gli aspetti della tecnologia qanat e delle relative strutture idrauliche storiche. Questa missione mira a realizzare lo sviluppo sostenibile delle risorse idriche e l'applicazione dei risultati delle attività al fine di preservare i valori storici e culturali nonché la promozione del benessere pubblico all'interno delle comunità la cui esistenza dipende dallo sfruttamento razionale delle risorse e conservazione di tali strutture storiche. Un'altra missione è promuovere la ricerca e lo sviluppo per ripristinare i qanat e altre strutture idrauliche storiche tradizionali per obiettivi di sviluppo sostenibile attraverso la cooperazione internazionale e il trasferimento globale di conoscenza e tecnologia. Secondo un rapporto pubblicato nel 2005 dal Dipartimento studi di base delle risorse idriche, affiliato al Ministero dell'energia, sono 15 le autorità idriche regionali sparse su tutto il territorio nazionale, con sede in 30 province, che conducono progetti di ricerca sulle risorse idriche in 609 siti di studio. Ogni sito di studio è l'unità di ricerca più piccola, contenente uno o più bacini. Su 609 siti di studio, 214 siti con un'area complessiva di 991.256 km² sono stati dichiarati come regioni ristrette e 395 siti con un'area di 630.648 chilometri quadrati sono considerati liberi. Nelle regioni ristrette sono presenti 317.225 pozzi, qanat e sorgenti che scaricano 36.719 milioni di metri cubi di acqua all'anno, di cui 3409 milioni di metri cubi in eccedenza alla capacità della falda. Questo deficit nel volume delle riserve acquifere ha portato a un calo medio a lungo termine del livello delle acque sotterranee di 41 centimetri all'anno. Nelle regioni libere il numero di pozzi, qanat e sorgenti ammonta a 241.091 con una produzione di 37.527 milioni di metri cubi l'anno. Pertanto, nel 2005, nel Paese nel suo complesso, erano presenti 130.008 pozzi profondi con uno scarico di 31.403 milioni di metri cubi, 33.8041 pozzi semiprofondi con uno scarico di 13.491 milioni di metri cubi, 34.355 qanat con uno scarico di 8.212 milioni di metri cubi e 55.912 sorgenti naturali con una portata di 21.240 milioni di metri cubi.

## Ab anbar
Gli ab anbar hanno una lunga storia in Iran e ce ne sono ancora alcuni rimasti dal XIII secolo. Questi serbatoi sono spazi sotterranei collegati alla rete di kariz nelle città. Un tipico ab anbar residenziale è situato nel giardino recintato, ha una capacità di 50 metri cubi, viene riempito una volta ogni due settimane e le sue superfici interne vengono pulite dai sedimenti una volta all'anno (chiamata layeh-rubi).
Presto vennero costruiti ab anbar pubblici in tutte le città della Persia come Qazvin, Yazd, Na'in, Kashan, Zavareh, Ray, Shiraz, Herat, Balkh e altre. All'inizio del XX secolo, il numero di ab anbar pubblici a Qazvin, ad esempio, era di 151. Eppure l'Iran ha ancora 30.000 sistemi qanat attivi oggi.
I conti erano diversi, ma la qualità dell'acqua in generale sembrava essere soddisfacente. La temperatura dell'acqua del famoso qanat di Chashmeh-i Soleiman di Kashan, in mezzo al caldo di luglio, è in genere di circa 25 gradi Celsius. Inoltre, gli ab anbars tendono ad abbassare ulteriormente la temperatura dell'acqua a causa delle affascinanti proprietà di resistenza al calore del materiale da costruzione utilizzato. Temperature prossime allo zero dell'acqua possono essere facilmente osservate nella città desertica di Na'in, nel centro di Na'in durante l'estate, all'interno di un ab anbar che impiega più torri del vento. Così il sistema qanat/ab anbar è stato facilmente in grado di soddisfare i bisogni di molte città in crescita (come la medievale Qazvin) per tutto l'anno.

## Posizione
Gli ab anbar pubblici venivano spesso costruiti ovunque ci fosse la domanda. Ma fattori come l'accessibilità degli ab anbars ai kariz, la facilità di accessibilità del pubblico agli ab anbars e una densità omogenea degli ab anbars in ciascuna area hanno determinato le dimensioni e l'ubicazione di ogni ab anbar.
Ad esempio, in termini di copertura di rete, si potrebbero classificare i kariz di Qazvin in tre gruppi:
- Karize nord-ovest. I maggiori erano:
  - Kariz di Khomar e Tashi (un famoso visir).
  - Kariz di Akhund
  - Kariz di Shah
- Karize del Nord. I principali sono:
  - Kariz di Halal Abad
  - Kariz di Asghar Khani
  - Kariz di Teifuri
  - Kariz di Khiyaban
- Karize nord-est. I principali sono:
  - Kariz di Hatambeig Khatuni
  - Kariz di Mirza Rasuli
  - Kariz di Agha Jalali
  - Kariz dello sceicco Ahmadi

Ciascuno di questi kariz copriva un quartiere specifico e spesso si ramificava ulteriormente in sotto-kariz mentre andavano al servizio di ab anbar pubblici e privati.
Tuttavia, la maggior parte degli ab anbar finì per essere situata in prossimità o adiacente di luoghi di interesse commerciale, religioso o di altro tipo. Molti ab anbar sarebbero situati in incroci trafficati. Sfortunatamente il tessuto urbano di molte città, all'inizio del XX secolo, è cambiato radicalmente nel corso degli anni. Quindi gli ab anbars di oggi sembrano essere situati fuori posto.

## Conservazione
A Qazvin, che un tempo era soprannominata la città degli ab anbars, oggi rimangono intatti meno di 10 ab anbar sfuggiti alle forze distruttive del frettoloso sviluppo urbano moderno. Degli altri circa 100 ab anbar che erano sparsi a Qazvin, rimangono solo parti (come i gradini, l'ingresso o il deposito). La maggior parte è stata distrutta da progetti abitativi e da sviluppatori privati.
Ab anbars di Qazvin sopravvissuti completamente intatti in ordine di capacità
| Nome                        | Dimensione (m)     | Capacità (m3) |
| Sardar-e Bozorg             | 17 × 17 × 17       | 4900          |
| Della Moschea del Venerdì   | 37.5 × 10 × 10     | 3750          |
| Della Moschea Nabi          | 36 × 10 × 10       | 3600          |
| Sardar-e Kuchak             | 20 × 19 × 5.5      | 2090          |
| Haj Kazem                   | 26 × 7.5 × 10      | 1950          |
| Hakim                       | 18 × 18 × 6        | 1944          |
| Agha                        | 11.5 × 10.25 × 5.5 | 648           |
| Del caravanserraglio Razavi | 14.5 × 6.5 × 5     | 471           |
| Zobideh Khatun              | 11.5 × 2.65 × 6.5  | 198           |

A Qazvin nessuno è più funzionante. Tuttavia gli ab anbar continuano ad essere utilizzati in alcune aree delle zone rurali di Yazd e delle città di Naeen. I qanat sono usati principalmente nelle aree rurali e/o per l'agricoltura. Le tendenze migratorie esplosive in Iran negli ultimi 30 anni hanno portato a un'ondata di urbanizzazione frettolosa all'interno dei vecchi quartieri delle città antiche, distruggendone il tessuto originario. Alcuni però se la cavano meglio di altri. Così, ad esempio, quando si confronta Qazvin con Yazd, Qazvin ha meno ab anbar sopravvissuti nonostante il fatto che gli ab anbar di Yazd siano stati messi fuori servizio per periodi di tempo molto più lunghi.